# جایزه بزرگ امیلیا رومانیا
جایزه بزرگ امیلیا رومانیا (انگلیسی: Emilia Romagna Grand Prix) یک مسابقه موتوری در رشتهٔ اتومبیل‌رانی فرمول یک است.

## تاریخچه

### ۲۰۲۰
دنیاگیری کووید-۱۹ در سال ۲۰۲۰ منجر به ایجاد اختلال در تقویم مسابقه‌های آن فصل شد که در ابتدا برنامه‌ریزی شده بود. جایزه بزرگ امیلیا رومانیا به منظور جبران لغو مسابقات قبلی، به عنوان یکی از چندین جایزه بزرگ جدید دوباره به تقویم اصلاح شده اضافه شد. این رویداد به جای سه جلسه معمول، از قالب آخر هفته دو روزه با یک جلسه تمرین در روز شنبه استفاده کرد. در این مسابقه لوئیس همیلتون برنده شد.

### ۲۰۲۱
علیرغم اینکه مسئولان فرمول یک فقط در ابتدا قصد داشتند تنها یک مسابقه از این پیست را در سال ۲۰۲۰ برگزار کنند، به دلیل ادامه دنیاگیری کووید-۱۹، جایزه بزرگ امیلیا رومانیا را در ۱۸ آوریل ۲۰۲۱ جایگزین جایزه بزرگ چین که به تعویق افتاده بود، در دور دوم فصل ۲۰۲۱ کنند.

## برندگان جایزه بزرگ امیلیا رومانیا
| سال  | راننده                                   | سازنده                                   | گزارش |
| ---- | ---------------------------------------- | ---------------------------------------- | ----- |
| ۲۰۲۰ | لوئیس همیلتون                            | مرسدس                                    | گزارش |
| ۲۰۲۱ | مکس ورستاپن                              | ردبول ریسینگ-هوندا                       | گزارش |
| ۲۰۲۲ | مکس ورستاپن                              | ردبول ریسینگ-هوندا                       | گزارش |
| ۲۰۲۳ | به‌دلیل سیلاب امیلیا رومانیا، برگزار نشد. | به‌دلیل سیلاب امیلیا رومانیا، برگزار نشد. | گزارش |
| ۲۰۲۴ | مکس ورستاپن                              | ردبول ریسینگ-هوندا                       | گزارش |